# تپه نورک
تپه نورک مربوط به دوران‌های تاریخی پس از اسلام است و در شهرستان علی‌آباد، بخش کمالان، روستای مارون کلاته واقع شده و این اثر در تاریخ ۱۱ مهر ۱۳۸۳ با شمارهٔ ثبت ۱۱۱۸۵ به‌عنوان یکی از آثار ملی ایران به ثبت رسیده است.